# Динан-Эст
Дина́н-Эст (фр. Dinan-Est) — упраздненный кантон во Франции, в регионе Бретань, департамент Кот-д’Армор. Входил в состав округа Динан.
Код INSEE кантона — 2211. Всего в кантон Динан-Эст входило 6 коммун, из них главной коммуной являлась Динан.

## Коммуны кантона
| Коммуна             | Население, чел. (1999) | Почтовый индекс | Код INSEE |
| ------------------- | ---------------------- | --------------- | --------- |
| Динан               | 4330                   | 22100           | 22050     |
| Ла-Виконте-сюр-Ранс | 770                    | 22690           | 22385     |
| Ланвалле            | 3199                   | 22100           | 22118     |
| Леон                | 3103                   | 22100           | 22123     |
| Плёдиан-сюр-Ранс    | 2516                   | 22690           | 22197     |
| Сент-Элан           | 1031                   | 22100           | 22299     |

## Население
Население кантона на 2006 год составляло 15 782 человека.
| 1962 | 1968 | 1975 | 1982 | 1990 | 1999   | 2006   | 2007 |
| ---- | ---- | ---- | ---- | ---- | ------ | ------ | ---- |
| -    | -    | -    | -    | -    | 14 949 | 15 782 | -    |